# Gamasomorpha lalana
Gamasomorpha lalana là một loài nhện trong họ Oonopidae.
Loài này thuộc chi Gamasomorpha. Gamasomorpha lalana được miêu tả năm 1965 bởi Suman.